# Alfonso Cerón
Alfonso Cerón (Xerone, Girón) (nascut el 1535 a Granada – mort a Girona?) fou un mestre d'escacs espanyol.
Nascut a Granada, havia esdevingut sacerdot catòlic. Fou un dels millors jugadors espanyols al segle xvi. Cerón va participar en el primer torneig internacional, amb quatre jugadors (dos de castellans i dos d'italians) que se celebrà, per invitació del rei Felip II de Castella, a la Cort Reial a El Escorial, prop de Madrid, el 1575. Hi fou 4t, rere Leonardo da Cutri, Paolo Boi, i Ruy López de Segura.
Fou autor d'un llibre d'escacs del qual avui en dia no se'n coneix cap exemplar: De latrunculorum ludo o Del juego del Ajedrez